# 門羅縣區 (伊利諾伊州哈丁縣)
門羅縣區（英語：Precincts (United States)）是位於美國伊利諾伊州哈丁縣的一個縣區。

## 地方資料
根據2010年美國人口普查的數據，門羅縣區的面積為129.40平方千米，當中陸地面積為129.27平方千米，而水域面積為0.13平方千米。當地共有人口691人，而人口密度為每平方千米5.34人。